# Зелений Гай (Лозівський район)
Зелений Гай —  село в Україні, у Лозівській міській громаді Лозівського району Харківської області. Населення становить 104 осіб. До 2020 орган місцевого самоврядування — Павлівська Друга сільська рада.

## Географія
Село Зелений Гай знаходиться на лівому березі річки Берека, вище за течією на відстані 1 км розташоване село Бакшарівка, нижче за течією на відстані 4 км розташоване село Дмитрівка. Річка в цьому місці сильно заболочена.

## Історія
- 1901 — дата заснування.
- 12 червня 2020 року, відповідно до Розпорядження Кабінету Міністрів України  № 725-р «Про визначення адміністративних центрів та затвердження територій територіальних громад Харківської області», увійшло до складу Лозівської міської громади.[1]
- 17 липня 2020 року, в результаті адміністративно-територіальної реформи та ліквідації колишнього Лозівського району (1923—2020), увійшло до складу новоутвореного Лозівського району Харківської області.[2]

## Населення

### Мова
Розподіл населення за рідною мовою за даними перепису 2001 року:
| Мова       | Відсоток |
| ---------- | -------- |
| українська | 99 %     |
| російська  | 1 %      |